# Щербатюк Анатолій Самійлович
Анатолій Самійлович Щербатюк (*18 березня 1955, Пологи) — український політичний діяч націоналістичного напрямку, публіцист, письменник.
Народився 18 березня 1955 р. в с. Пологи, Теплицького району Вінницької області в сім'ї пасічника. Українець. Освіта середня спеціальна — медична, закінчив Гайсинське медичне училище Вінницької області. Навчався в Київському державному педагогічному інституті (1979—1981, неповна вища).

## Політична та творча діяльність
У 1988—1990 рр. — член Української Гельсинської Спілки 1988 року в складі організації брав участь у вшануванні жертв Биківнянської трагедії та в зустрічі з Боженою Ольшанівською, головою правозахисної організації «Американці в обороні людських прав України», під час Маршу миру в Києві.
З 1990 р. — референт Головного проводу Української республіканської партії (УРП) з питань ідеології (на 1994 рік). Потім вийшов з УРП і вступив до націоналістичної партії «Державна самостійність України» (ДСУ), де став заступником голови. З 1996 року був заступником редактора газети ДСУ «Незборима нація».
Член Міжнародного ПЕН-клубу. Засновник релігійного вчення «Теономія». Автор збірки есеїв «Повернення Пожади» (1994), «Нова теономія» (1997), збірка теологічних текстів «Вітер осяянь» (2000).
«Вітер осяянь» цікавий передусім мовою, яка домінує, веде і захоплює. Книга не має нічого спільного із «традиційною фанерною українською белетристикою», оскільки сповнена формулювань на кшталт «профетичної метафори», «гіпермістеріального проекту», «психоонтологічної глибини» і «ритуально-телеологічної органіки». Проте Анатолій Щербатюк запевнив, що у книзі немає жодного слова, якого би він сам не розумів.[недоступне посилання з серпня 2019]
Вважається найдовершенішим стилістом сучасної української прози. Щербатюк «спромігся отримати визнання як неперевершений майстер стилю і найглибший український філософ зламу століть. Його проза, єдиним справдешнім персонажем є сам автор, новітній Сковорода, що мандрує українськими гуртожитками, великими містами і загубленими гуцульськими селами, аби потім назавше розчинитися серед левад і мочар своєї Гайщини, вабить і лякає небаченим досі в літературі рівнем монструозної глибинності. Показовий факт: Щербатюк не має епігонів. І пояснення тут досить просте — аби стати його епігоном, треба бути принаймні напівгенієм».
Наразі не є політиком. Фермер, пасічник.

## Проблеми із законом
1992 року в газеті «Слово» надруковано статтю Щербатюка «Дух крові», що призвело до звернення Голови Ради національностей Руху Олександра Бураковського та активістів гебрейських організацій до прокуратури. Остання порушила кримінальну справу за ст. 66-1 КК України «Розпалювання міжнаціональної ворожнечі». Щербатюка заарештували, проте згодом звільнили. Таким чином він став єдиним українським націоналістом 90-х років, ув'язненим через зміст своїх публікацій.
1993 року відкрито справу за статтю «Основи санації», що вийшла в газеті ДСУ «Нескорена нація». Політики й громадські діячі виступили як на захист, так і за покарання. Щербатюк пробув за ґратами понад місяць. На початку 1994 року запобіжний захід змінено на підписку про невиїзд.